# 2018 VP137
2018 VP137 est un objet transneptunien situé actuellement (2021) à plus de 60 UA.